# Хуан Мануел Диас
Хуан Мануел Диаз Мартинес (на испански: Juan Manuel Díaz Martínez), роден на 28 октомври 1987 г. е уругвайски футболист, ляв бек , който играе за Ривър Плейт. Играл е за отборите на Ливърпул и Естудиантес.

## Кариера
През 2008 г. се присъединява към тима на  Естудиантес. Дебютира срещу Банфилд на 8 февруари 2008 г. 
С тима на Естудиантес, той стига до финала на Копа Судамерикана, но губи с 2-1 от Интернасионал. През 2010 г. Ривър Плейт го купува от Естудиантес.
През 2016 г. подписва договор с гръцкия АЕК Атина. Прекратява своята кариера на 3 март 2017 г.

## Успехи
Естудиантес де Ла Плата
- Копа Либертадорес: 2009

## Външни връзки
- Профил на играча в transfermarkt.com
- Профил на играча във footballtop.com